# Sankt Martin am Grimming

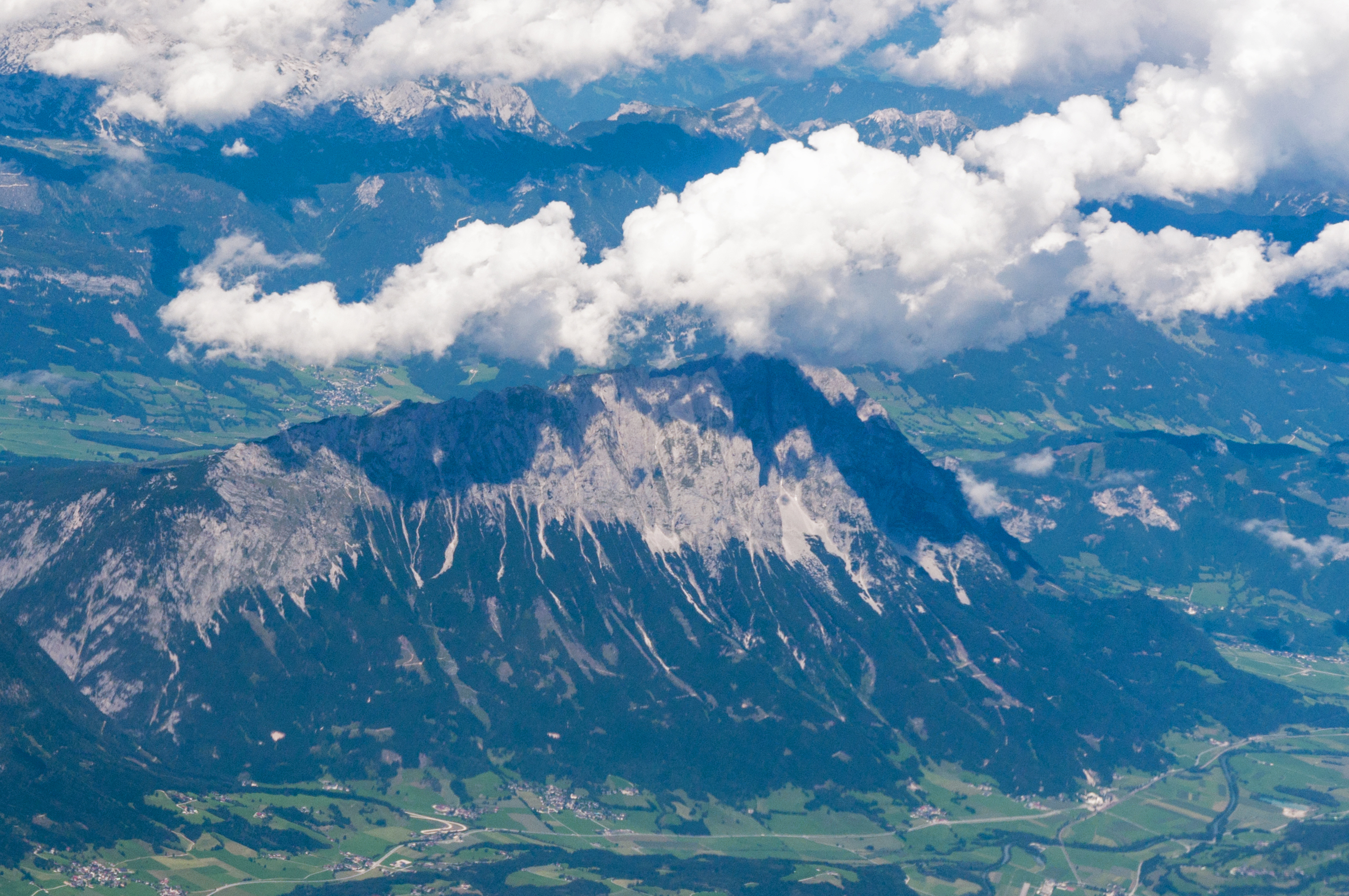
St. Martin am Grimming auf einer Luftaufnahme vom 17. August 2011

Sankt Martin am Grimming ist eine ehemalige Gemeinde mit 764 Einwohnern (Stand: 31. Oktober 2013)
im Gerichtsbezirk Schladming, im Ennstal in der Steiermark. Seit 2015 ist sie im Rahmen der steiermärkischen Gemeindestrukturreform mit der Gemeinde Mitterberg unter dem Namen „Mitterberg-Sankt Martin“ zusammengeschlossen.

## Geografie

### Geografische Lage
Die ehemalige Gemeinde St. Martin am Grimming liegt zwischen Stainach und Gröbming an der Ennstal Bundesstraße in 700 m Seehöhe und bestand aus mehreren malerisch gelegenen Ortschaften am Fuße des Grimmings, der unmittelbar nördlich der zur ehemaligen Gemeinde gehörenden Ortschaften Espang, Oberstuttern, Diemlern, St. Martin, Prenten und Salza gleichsam als Schutzwall gegen den rauen Norden emporragt. Südlich der ehemaligen Gemeinde, in der Mitte des Tales, erstreckt sich der 800 m hohe und ca. 10 km lange waldreiche Mitterberg (eine eiszeitliche Moräne), auf dessen Hochplateau einige Ortschaften liegen. Durch seine geringe Höhe, wird ein herrlicher Blick von St. Martin aus in südwestlicher Richtung auf die weit in den Sommer hinein schneebedeckten Niederen Tauern freigegeben.
Im Ortsbereich von St. Martin am Grimming liegt der romantische Salza-Stausee, von dem eine Zeitung schrieb: „Nicht alles, was von Menschenhand gemacht worden ist, wird von den Naturschützern abgelehnt. Beispiel: Das Salza-Kraftwerk bei St. Martin am Grimming. Schon 1948 wusste man Technik und Natur geschmackvoll zu vereinen.“
Die älteste Nachricht über St. Martin am Grimming stammt aus dem Jahre 1201, in dem am 28. August Herzog Leopold in Admont weilte und dem Kloster die St.-Martin-Kapelle „im Dorfe Eich“ mit all ihren Rechten, ihrem Besitz und den hörigen Bauern schenkte. Nach der Urkunde, die Herzog Leopold in Admont ausstellte, lag das Dorf Eich, wie St. Martin früher hieß, im landesfürstlichen Besitz Pürgg und war von jeher von der Mutterpfarre Gröbming frei gemacht.

### Gliederung
Das Gebiet der ehemaligen Gemeinde umfasste folgende sechs Ortschaften (in Klammern Einwohnerzahl Stand 31. Oktober 2011):
- Diemlern (121)
- Oberlengdorf (117)
- Salza (119)
- Sankt Martin am Grimming (244)
- Tipschern (112)
- Unterlengdorf (44)

Die ehemalige Gemeinde bestand aus den drei Katastralgemeinden Diemlern, Lengdorf und St. Martin.

### Ehemalige Nachbargemeinden
- Bad Mitterndorf
- Pürgg-Trautenfels
- Niederöblarn
- Mitterberg
- Gröbming

## Wappen der ehemaligen Gemeinde
Roter Schild, der durch ein silbernes Schwert geteilt wird, deutet auf den Rittermantel des hl. Martin hin, der durch sein Schwert den Mantel teilt (Martinslegende) und bezieht sich so auf den Gemeindenamen.
Die zwei Rauten rechts oben sind dem Stiftswappen Admont entnommen und verweisen auf die seinerzeitige Untertänigkeit (Steuerabhängigkeit) der beiden Katastralgemeinden Diemlern und St. Martin. Der goldene Kesselhaken links unten erinnert an die seinerzeitige Zugehörigkeit der Katastralgemeinde Lengdorf zum Stift Göß. Das Wappen des Stiftes Göß war ein schwarzer Kesselhaken im goldenen Schild.
Das Gemeindewappen sollte die reiche geschichtliche Vergangenheit der ehemaligen Gemeinde St. Martin am Grimming symbolisieren, hinter dem eine nach außen und innen einige Gemeindebevölkerung steht.

## Persönlichkeiten

### Ehrenbürger
- 1970: Josef Krainer (1903–1971), Landeshauptmann der Steiermark 1948–1971
- 1988: Josef Krainer (1930–2016), Landeshauptmann der Steiermark 1980–1996[4]
- Johann Stenitzer, Altbürgermeister

### Söhne und Töchter der ehemaligen Gemeinde
- Christine Kaufmann (1945–2017), Schauspielerin
- Josef Letmaier (1924–2002), Politiker der ÖVP, Abgeordneter zum Nationalrat 1970–1980